# 3年目のデビュー
『3年目のデビュー』（さんねんめのデビュー）は、2020年のドキュメンタリー映画。
日本の女性アイドルグループ日向坂46初のドキュメンタリー映画である。

## 概要
日向坂46のデビュー1年目から完全に密着した初のドキュメンタリー映画。ドキュメンタリー番組『セルフ Documentary of 日向坂46』のスタッフにより制作された。先輩グループである欅坂46の存在に常に圧倒されながらも「けやき坂46」として活動した3年間にグループとしてのオリジナリティを求め続けて徐々に人気を獲得し、2019年2月に「けやき坂46（ひらがなけやき）」から改名し2回目のスタートとなった日向坂46の、輝きながらも裏側では必死に高い壁を乗り越えようとしていた姿を描く。デビューイヤーから頭角を現す活躍を見せた結果、2019年の『NHK紅白歌合戦』に初出場するなど大きく飛躍し、単独のグループ名を得てからも、危機感を持ち続ける個々のメンバーの苦悩や葛藤、独自の魅力を探求し続ける姿を描いている。
2020年3月27日に公開予定であることを、2月4日より2日間横浜アリーナで開催された初のイベント『日向坂46×DASADA LIVE & FASHION SHOW』内で発表し、同日にキグー株式会社公式YouTubeチャンネルで特報を公開した。公開前の3月2日深夜、TBSテレビにおいて「日向坂46ドキュメンタリー映画 46分の予告編」が放送された。だが3月12日、新型コロナウイルスの影響により、映画公式サイトおよび日向坂46公式サイトにおいて公開の延期が発表された。その後、3月21日に未公開映像を含んだロングバージョンである「日向坂46ドキュメンタリー映画 46分の予告編」完全版をTBSチャンネル1で放送した。公開日は長らく未定だったが、8月7日に公開予定であることが7月1日に公式サイトで発表された。同年10月24日にキネカ大森2号館で舞台挨拶が行われ、本作監督の竹中優介と共に、集英社のノンフィクション書籍『日向坂46ストーリー』の著者・西中賢治が登壇した。同年11月6日、ユナイテッド・シネマ アクアシティお台場で日向坂46メンバーにより、13:00の回（上映後）と16:20の回（上映前）に舞台挨拶が行われ、潮紗理菜、加藤史帆、齊藤京子、佐々木久美、高瀬愛奈、東村芽依が登壇し、2021年1月20日のDVD&Blu-ray発売決定をサプライズ発表した。

## スタッフ
- 監督：竹中優介[15]
- 製作総指揮：平野隆[15]
- 企画監修：秋元康[15]
- プロデューサー：刀根鉄太
- 共同プロデューサー：大澤祐樹
- ラインプロデューサー：鈴木雅彦
- アシスタントプロデューサー：韮澤享峻、諸井雄一
- 取材・編集：関根智大、渡部優香
- 制作進行：堀内貴博
- 制作スタッフ：安藤 祐、廣岡淳也、澤本悦郎
- 選曲：荒川誠人
- ナレーション構成：高宮進吉
- CG：前川恭平
- 撮影監督：高瀬玄太郎
- 撮影：山﨑圭介、鈴木錬治郎、工藤友紀、竹迫 孝、木村洸太、輿石貴夫、渡辺 明
- 録音：米野康広
- 撮影助手：馬見塚 祐、池田蝶子
- 編集：藪中利樹
- 編集助手：石田可奈子、永畑つぐみ、WONE DONGWOOK
- MA：深澤慎也
- LINE MIX エンジニア：茂古沼良馬（birdiehouse）
- 技術協力：テイクファイブ、TBSテックス、TAMCO、東通、竜カンパニー
- 宣伝：宮井隆行、松坂七海
- ビジュアルデザイン：押見明典、池田晴香
- スチール：井上修二
- ウェブ制作：加瀬翔一（オフィスTKT）、加瀬李奈（オフィスTKT）
- 音楽：櫻井美希、山田航平
- 音楽コーディネーター：溝口大吾、笹原 綾
- 音楽制作協力：水田大介、山﨑文子
- 音楽エンジニア：高桑秋朝、稲葉 武
- 音楽協力：日音、ミラクル・バス
- 製作経理：安倍洋文、島岡隆博
- 法務：平野直樹、中村公彦
- 海外セールス：齋藤カズ、片桐まゆ、桑原麻衣子
- プロダクションアシスタント：黒田菜月
- 企画協力：西中賢治
- 製作：TBSテレビ
- 制作：映画「3年目のデビュー」製作委員会
  - TBSテレビ：安倍純子、十二竜也
  - Seed & Flower LLC：今野義雄、菊池政利、浦塚雅宣
  - Y&N Brothers：秋元伸介、磯野久美子、中根美里
  - キグー：龍原正、平野貴之
  - LINE：舛田淳、濱田雄司、鸙野 茜
  - イオンエンターテイメント：有馬一昭、小金澤剛康、阿部正彦
- 制作協力：TPK
- 配給：TBSテレビ、キグー[15]

## 音楽

### 主題歌
- 車輪が軋むように君が泣く（歌：けやき坂46、作詞：秋元康 / 作曲：斉門 / 編曲：若田部誠）

## テレビ放送・配信
- 2021年1月6日からひかりTV、dTVチャンネルで放送（見逃し配信あり）[16]。また、TBSチャンネル1では2021年3月29日に初回放送。
- 2021年9月2日よりHuluの配信がスタートした[17]。